# Jochen Kußmann
Jochen Kußmann (* 7. August 1952 in Rheinhausen, auch Jochen Kussmann) ist ein deutscher Professor für Chirurgie, der sich auf Operationen an Hormondrüsen, insbesondere der Schilddrüse, spezialisiert hat.

## Biografie
Zunächst wollte Kußmann Berufsmusiker werden, studierte dann aber Humanmedizin in Bochum und Essen. Seine Aus- und Weiterbildung in Chirurgie absolvierte er von 1978 bis 1989 in Wuppertal und von 1989 bis 2004 in Marburg. Die Promotion erfolgte 1983, die Habilitation 1990. Von 1995 bis 2007 war Kußmann Chefarzt der Abteilung für Allgemein-, Thorax- und Gefäßchirurgie im Allgemeinen Krankenhaus Hamburg-Wandsbek. Dort spezialisierte er sich auf die Chirurgie der Schilddrüse und Nebenschilddrüse. 2007 wechselte er in die Schön Klinik in Hamburg-Eilbek, wo er eine der ersten deutschen Fachkliniken für Endokrine Chirurgie aufbaute und bis 2020 leitete. Unter seiner Leitung entstand ein hoch spezialisiertes Operationszentrum, indem etwa 12 Ärzte jährlich mehr als 2000 Operationen an endokrinen Organen durchführen. Seinen Ruf als "Schilddrüsenpapst" erwarb sich Kußmann vor allem durch die enge Kooperation mit Endokrinologen und eine strenge Indikationsstellung vor jeder Operation. Es wird geschätzt, dass er etwa die Hälfte der zur Operation überwiesenen Patienten nach der Voruntersuchung wieder nach Hause schickte, weil er den chirurgischen Eingriff nicht für notwendig hielt.
Nach seinem Ausscheiden aus der Klinik eröffnete Kußmann in Hamburg eine Privatpraxis für endokrine Beratung. Dort berät er vor allem Patienten hinsichtlich der Frage, ob bei ihnen eine Operation an der Schilddrüse notwendig ist. In vielen Fällen rät Kußmann davon ab, denn er ist auf Grund seiner langjährigen Erfahrung der Meinung, dass viel zu oft operiert wird. Gegenüber der Journalistin Hanna Grabbe von der Wochenzeitung Die Zeit äußerte Kußmann die Vermutung, dass in Deutschland jede dritte Schilddrüsenoperation unnötig ist, weil nicht jeder Knoten in der Schilddrüse gleich entfernt werden muss. Er stellte auch fest, dass in Deutschland etwa fünfmal so viele Schilddrüsenoperationen durchgeführt werden wie in den Niederlanden.
Kußmann ist Mitglied in zahlreichen nationalen und internationalen Fachgesellschaften, wie z. B. Chirurgische Arbeitsgemeinschaft Endokrinologie und European Society of Endocrine Surgeons. Außerdem arbeitet er in mehreren Leitlinien-Kommissionen mit und ist ein langjähriges Mitglied der Hamburger Ethik-Kommission und des Ausschusses für Qualitätssicherung.

## Veröffentlichungen (Auswahl)
- mit Polina Grishaeva et al: Recurrent laryngeal nerve paresis in benign thyroid surgery with and without intraoperative nerve monitoring. In: Minerva Surgery. 2022 Mar 1. doi: 10.23736/S2724-5691.22.09421-7
- mit Kirsten Lindner, Lars Tharun, Andreas Bayer, Volker Fendrich: Cystic lymph node metastasis of papillary thyroid cancer: clinical facts. In: Minerva Surgery. 2021 Dec 23, 76(6), S. 598–603. Epub 2021 Jun 23.
- mit Volker Fendrich: Euthyreote Knotenstruma, inklusive solitärer Knoten. In: Viszeral- und Allgemeinchirurgie. Januar 2021, S. 1-11, DOI:10.1007/978-3-662-61724-3_8-1.
- mit Kirsten Lindner, Volker Fendrich: Preoperative Potassium Iodide Treatment in Patients Undergoing Thyroidectomy for Graves' Disease-Perspective of a European High-Volume Center. In: World Journal Surgery. 2020, 10;44(10), S. 3405–3409.
- mit Franziska Veit et al.: Papillary Thyroid Cancer and Coexisting Autoimmune Thyroiditis. In: Hormone Metabolic Research. 2017, 14;49(11), S. 869–872. Epub 2017 Nov 14.
- mit Henning Dralle et al.: German Association of Endocrine Surgeons practice guideline for the surgical management of malignant thyroid tumors. In: Langenbecks Arch Surgery. 2013, 3;398(3), S. 347–375. Epub 2013 Mar 3.
- mit Thomas Musholt et al.: German Association of Endocrine Surgeons practice guidelines for the surgical treatment of benign thyroid disease. In: Langenbecks Arch Surgery. 2011, 22;396(5), S. 639–649. Epub 2011 Mar 22.
- Sicherheit von Blut- und Plasmaprodukten aus der Sicht des Chirurgen. In: Anästhesiologie – Intensivmedizin. 2004, 34(08), S. 485–486.
- Neuromonitoring of the laryngeal nerve: Useful for the supplier. In: DMW – Deutsche Medizinische Wochenschrift. 2000, 125(24), S. 775.
- Rationelle präoperative Diagnostik – aus chirurgischer Sicht. In: Perspektiven der Chirurgie im 21. Jahrhundert. 2000, S. 742–745.
- mit Thomas Heinke: Der präoperative Gerinnungsstatus: Was ist notwendig? In: Hamostaseologie. 2000, 20(02), S. 90–92.
- Jochen Kußmann et al.: Die Bedeutung der präoperativen Gerinnungsanalytik für die Einschätzung des Blutungsrisikos in der Allgemeinchirurgie. In: Der Chirurg. 1999, 68(7), S. 684–688.
- Blood product safety from a surgeon’’s perspective. In: ains – Anästhesiologie – Intensivmedizin. 1999, 34(8), S. 495–497.
- Blood-saving surgery. In: Der Chirurg. 1995, 65(12), S. 1080–4.
- The effect of perioperative transfusions in prognosis of tumor patients. In: Der Anaesthesist. 1994, 43(10), S. 680–1.
- mit H. H. Klein, M. Rothmund: Hochdosierte Fibrinolyse – eine Alternative zur Notfallembolektomie bei der fulminanten postoperativen Lungenembolie. In: Fortschritte in der Chirurgie im letzten Jahrzehnt. 1992, S. 580–581.
- Probenaufbereitung zur Heparinbestimmung mit einem thrombocytenprotektiven Cocktail. In: DOI:10.1515/labm.1988.12.6.244
- Jochen Kußmann et al.: Spontanpneumothorax und spontaner Hämatopneumothorax. In: Verhandlungen der Deutschen Gesellschaft für Chirurgie. 1988, S. 66. DOI:10.1007/978-3-642-48161-1_293